# Gino Sirola
Gino Sirola (Fiume, 16 maggio 1885 – Fiume, maggio 1945) è stato un politico italiano.

## Biografia
Nato a Fiume e di professione avvocato, il 27 settembre 1905 fu tra i soci fondatori della società irrendentista La Giovine Fiume.
Dal 30 novembre 1918 all'8 settembre 1920 fu membro del Consiglio nazionale di Fiume il "parlamento" fiumano durante l'occupazione italiana poco prima della nascita della Reggenza italiana del Carnaro di Gabriele D'Annunzio.
Intorno al 1918 fu anche professore di italiano e greco al liceo scientifico di via Ciotta (oggi Ulica Barčić) nella sua città natale. Fu anche preside del Liceo "Leonardo da Vinci".
Diventato militante fascista, alla caduta del fascismo aderì sia al Partito Fascista Repubblicano e al Movimento Autonomista Liburnico e venne messo dalla Repubblica Sociale Italiana come podestà di Pola l'8 settembre 1943, ma ebbe l'incarico solo con l'assenso dei tedeschi che avevano occupato la Venezia Giulia annettendola di fatto al Terzo Reich con la Zona d'operazioni del Litorale adriatico e venne riconfermato da questi il 9 febbraio 1944.
Fu catturato dall'OZNA a Trieste, il 3 maggio 1945, mentre tentava di fuggire e riportato a Fiume a Villa Rippa, trasformata in carcere e poi scomparve e forse venne giustiziato per fucilazione nel rione fiumano di Tersatto.